# Altona (Illinois)
Altona és una població dels Estats Units a l'estat d'Illinois. Segons el cens del 2000 tenia 570 habitants.

## Demografia
Segons el cens del 2000, Altona tenia 570 habitants, 216 habitatges, i 160 famílies. La densitat de població era de 215,8 habitants/km².
Dels 216 habitatges en un 32,9% hi vivien nens de menys de 18 anys, en un 62,5% hi vivien parelles casades, en un 7,9% dones solteres, i en un 25,9% no eren unitats familiars. En el 22,7% dels habitatges hi vivien persones soles l'11,6% de les quals corresponia a persones de 65 anys o més que vivien soles. El nombre mitjà de persones vivint en cada habitatge era de 2,64 i el nombre mitjà de persones que vivien en cada família era de 3,08.
Per edats la població es repartia de la següent manera: un 27% tenia menys de 18 anys, un 8,8% entre 18 i 24, un 26,7% entre 25 i 44, un 24,4% de 45 a 60 i un 13,2% 65 anys o més.
L'edat mediana era de 37 anys. Per cada 100 dones de 18 o més anys hi havia 101 homes.
La renda mediana per habitatge era de 35.729 $ i la renda mediana per família de 39.318 $. Els homes tenien una renda mediana de 32.813 $ mentre que les dones 21.111 $. La renda per capita de la població era de 15.805 $. Aproximadament el 2,9% de les famílies i el 6,2% de la població estaven per davall del llindar de pobresa.

## Poblacions properes
El següent diagrama mostra les poblacions més properes.